# Cardisoma armatum
Espèce
Cardisoma armatum est une espèce de crabe terrestre de la famille des Gecarcinidae. On parle aussi de crabe tricolore africain.

## Description
Il est de couleur violet brun sur la carapace et assez rougeâtre à orangé sur les pattes. Les contours de sa face dorsale, surtout au niveau de l’insertion de ses yeux, sont d’un bleu vif à marine. Les pinces peuvent aussi être colorées de bleu. Le front (zone entre les deux yeux) est légèrement plus large que les orbites elles-mêmes. Il creuse des galeries dans un sol sableux, marécageux à assez dur. Il est majoritairement nocturne.

## Distribution
Ce crabe se rencontre en Afrique, du Sénégal à l'Angola et notamment en Côte d'Ivoire. Il est présent sur le haut des plages et dans les zones marécageuses meubles. Il s'aventure peu sur la plage côtière elle-même.

## Référence
- Herklots, 1851 : Additamenta ad faunum carcinologicam Africae occidentalis, sive descriptions specierum novarum e Crustaceorum ordine, quas in Guinea collegit vir sternuus H.S. Pel. p. 1-27.
- Voir https://www.scitechnol.com/peer-review/taxonomic-diversity-of-crabs-in-the-national-park-of-ehotile-islands-and-its-adjacent-areasat-cote-divoirewest-africa-Snqj.php?article_id=10573 pour des données morpho métriques chiffrées issues d'une étude scientifique